# Adiestramientos Especiales (Guardia Civil)

Distintivo de título entregado en el Curso de Adiestramientos Especiales (ADE).

El curso de Adiestramientos Especiales (ADE) es un curso intensivo integrado en la Unidad de Acción Rural (UAR) de la Guardia Civil para poder ingresar en el Grupo de Acción Rápida. El curso ADE se realiza en el Centro de Adiestramientos Especiales (CAE) creado en 1980; el centro en el que se imparte la enseñanza de perfeccionamiento al personal de la Unidad de Acción Rural y al resto de personal de la Guardia Civil, así como de las Fuerzas Armadas y otros cuerpos de seguridad nacionales y extranjeros en técnicas policiales avanzadas, especialmente las referidas a la lucha antiterrorista y operaciones especiales.
La historia del Centro de Adiestramientos Especiales va aparejada a la formación de su unidad operativa (GAR), y quizás por ello, sus antecedentes se remontan al año 1979 en Argamasilla de Alba (Ciudad Real) donde se llevó a cabo la enseñanza de los que iban a constituir sus primeros efectivos.
Posteriormente, con la misión de especializar al personal se creó en 1980 el Centro de Adiestramientos Especiales (CAE), ubicado en la Academia de Guardias de San Lorenzo de El Escorial (Madrid). En 1990 pasó a denominarse Escuela de Adiestramientos Especiales y quedó ubicada en la localidad de Guadarrama (Madrid). Finalmente, en 1998 se estableció en Logroño (La Rioja) ya con su actual denominación.
El curso de formación tiene una duración de 500 horas lectivas y la formación está dividida en tres áreas: Jurídica, Técnico-policial y Materias Complementarias.

## Cometidos fundamentales
La formación específica en los siguientes aspectos:
- Adiestramientos Especiales.
- Técnicas de Tiro.
- Protección de Personas.
- Control de Masas.
- Intervención Operativa.
- Operaciones en el exterior

Para el cumplimiento de estos cometidos el C.A.E. se articula en los siguientes departamentos:
- Técnicas Especiales.
- Técnicas de Tiro.
- Técnicas de Protección y Adaptación al medio.

## Polígono de Experiencias para Fuerzas Especiales de la Guardia Civil (P.E.F.E.)
Las instalaciones constan también de un Polígono de Experiencias para Fuerzas Especiales de la Guardia Civil (P.E.F.E.) situado en las proximidades de la ciudad de Logroño (La Rioja), tiene una extensión de 32 hectáreas y se encuentra dividido en dos partes, un Centro de Adiestramientos y Experiencias (CAE) y un Campo de Prácticas (CP).
Se pretende que este polígono constituya un centro de instrucción, investigación y formación operativa con las siguientes misiones:
- Impartir los cursos que actualmente desarrolla el Centro de Adiestramientos Especiales de la Unidad de Acción Rural (UAR) y los que en su momento determine la Dirección General de la Guardia Civil.

- Impartir formación en materia de intervención policial operativa a personal de la Guardia Civil y de otras Fuerzas de Seguridad, tanto nacionales como extranjeras (prioritariamente de la Unión Europea).

- Proporcionar instalaciones para que unidades o núcleos de unidades, bien nacionales o principalmente de la UE, realicen prácticas en un escenario próximo al real; bien por su cuenta, o bien con apoyo del personal del PEFE.

- Preparar ejercicios conjuntos de coordinación y de investigación operativa, para unidades especiales nacionales y europeas y difundir todos los conocimientos adquiridos como consecuencia de sus experiencias, a las Fuerzas de Seguridad Nacionales y de los Estados miembros de la UE, tanto en materia de intervención operativa como de lucha contra el terrorismo.